# Ciudad del Carmen
Ciudad del Carmen er en by i den mexikanske delstat Campeche med 191.238 (2020) indbyggere.
Byen var forholdsvis lille indtil 1970, da Pemex fandt petroleum i regionen.